# Військова академія ракетних військ стратегічного призначення ім. Петра Великого

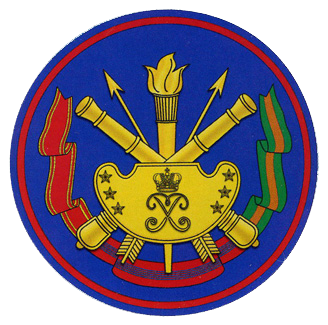

Військова академія РВСП ім. Петра Великого (повна назва: «Орденів Леніна, Жовтневої революції, Суворова військова академія Ракетних військ Стратегічного призначення імені Петра Великого») — командний і політехнічний вищий навчальний заклад Росії, великий науково-дослідний центр в області військової і технічної науки. Знаходиться в Москві.
До 1998 р. — Військова академія ім. Ф. Е. Дзержинського.
Багато наукових праць професорсько-викладацького складу академії широко відоме не тільки в Росії, але і за кордоном. Серед книг виданих за кордоном тільки в останнє десятиліття, слід відмітити праці А. В. Солодова «Криптотехніка» (Велика Британія) та «Теорія інформації» (Німеччина), Ю. Г. Фокіна «Військово-інженерна психологія» (Німеччина, Угорщина), А. Д. Погорєлова «Основи орбітальної механіки» (США), І. І. Гольденблата та Н. А. Ніколаєнко «Температурні напруження в конструкціях ядерних реакторів» (США), М. Е. Серебрякова «Внутрішня балістика» (США), В. М. Гаврілова «Оптимізація процесів в конфліктних ситуаціях» (Японія) та ін.

## Начальники академії
- 1953—1969 роки — Одинцов Георгій Федотович — маршал артилерії;
- 1969—1985 роки — Тонких Федір Петрович — генерал-лейтенант, з 1971 р. — генерал-полковник;
- 1985—1988 роки — Котловцев Микола Никифорович — генерал-полковник;
- 1989—1997 роки — Плотніков Юрій Іванович — генерал-лейтенант, з 1990 р. — генерал-полковник;
- 1997—2001 роки — Соловцов Микола Євгенович — генерал-полковник;
- 2001—2009 роки — Кирилов Юрій Федорович — генерал-лейтенант, з 2002 р. — генерал-полковник;
- 2009—2010 — Захаров Володимир Леонідович — генерал-лейтенант;
- з 2010 року — Федоров Віктор Анатолійович — генерал-майор, генерал-лейтенант.